# IFK Norrköping
IFK Norrköping er en svensk fodboldklub, der spiller i den bedste svenske række, Allsvenskan. Klubben vandt i 2007-sæsonen Superettan og rykkede derfor op.
Norrköping har været svenske mestre 13 gange, senest i 2015.

## Danske spillere
- Søren Andersen
- Rasmus Lauritsen
- Marcus Baggesen

## Kendte spillere
- Nils Liedholm
- Mathias Florén
- Thomas Brolin
- Gunnar Nordahl
- Gunnar Heiðar Þorvaldsson